# Iohexol
Iohexol is de INN-benaming van een joodhoudende verbinding, die gebruikt wordt als contrastmiddel bij geneeskundig röntgenonderzoek. Het is een niet-ionische stof die goed oplosbaar is in water.
Iohexol wordt onder de merknaam Omnipaque door GE Healthcare verkocht; dit is een waterige oplossing van iohexol die in verschillende concentraties beschikbaar is. Voor myelografie wordt het intrathecaal in het hersenvocht geïnjecteerd. Daaruit zal het na korte tijd in de bloedstroom worden geabsorbeerd. Voor angiografie of computertomografie  injecteert men het intraveneus in een bloedvat. Het zorgt ervoor dat bloedvaten op röntgenfoto's zichtbaar worden.
De stof wordt in het lichaam vrijwel niet afgebroken of omgezet en wordt via de nieren in de urine terug uitgescheiden.
De stof is opgenomen in de lijst van essentiële geneesmiddelen van de WHO.